# Operación Triunfo 2009
Operación Triunfo 2009 fue la séptima edición del programa de televisión Operación Triunfo en España y la cuarta edición emitida por Telecinco. Comenzó el 29 de abril de 2009, con una gran apertura musical a cargo de varios exconcursantes del concurso (Virginia Maestro, Lorena, Sandra Polop, Sergio Rivero...), y terminó el 21 de julio de 2009. El ganador fue Mario Álvarez. Esta edición tuvo 6 puntos porcentuales menos de audiencia que la anterior edición.

## Cástines

### Cástines presenciales: lugares de celebración
Las ciudades que acogieron los cástines presenciales (a los que también acudían los seleccionados del casting en línea) fueron:
- Oviedo: NH Principado – 10 de marzo de 2009
- Las Palmas de Gran Canaria: NH Imperial Playa – 11 de marzo de 2009
- Barcelona: Teatro Tívoli – 16 de marzo de 2009
- Palma de Mallorca: Melia Palas Atenea – 18 de marzo de 2009
- Málaga: Hotel NH Málaga – 19 de marzo de 2009
- Santiago de Compostela: Hotel Hesperia Peregrino – 24 de marzo de 2009
- Bilbao: Teatro Ayala – 26 de marzo de 2009
- Valencia: Teatro Olympia – 30 de marzo de 2009
- Sevilla: Teatro Central – 3 de abril de 2009
- Madrid: Teatro Lope de Vega – 6 de abril de 2009

### Castingonline
El proceso de selección se completó con el casting online. Los aspirantes tenían dos zonas bien delimitadas, la de ensayo y la de escenario; así, podían subir sus videos y obtener una puntuación a partir de los otros votantes; por último, Noemí Galera valoraba personalmente los vídeos, tanto los más votados como el resto de los que estaban en la web; si consideraba que tenían buenas dotes para cantar, les daba la posibilidad de asistir a alguno de los cástines presenciales.
Las concursantes Patricia Navarro, Silvia y Cristina Rueda fueron elegidas a través del casting On-Line.

## Equipo

### Presentador
El presentador de esta edición fue Jesús Vázquez, como venía siendo habitual desde 2005 (cuarta edición).

### Jurado de las galas
- Risto Mejide, creativo publicitario, director y mánager publicitario, escritor, tertuliano radiofónico y columnista (hasta la gala 11)
- Ramoncín, cantante, actor y presentador (hasta la gala 8).
- Noemí Galera, directora de casting de Gestmusic Endemol y subdirectora de programas de entretenimiento de Endemol-España.
- Coco Comín, coreógrafa, directora de la  Escola de Dansa i Comèdia Musical Coco Comin  y productora musical.
- Un cantante famoso consagrado a nivel nacional de España diferente por gala. (Rafa Sánchez, Jaime Terrón, Miguel Bosé, Natalia Jiménez, Sergio Dalma, Ana Torroja, etcétera)

### Equipo docente de la academia
- Àngel Llàcer, director de la academia y profesor de interpretación.
- Gloria Galiano, tutora de los concursantes. Está a cargo de los asuntos extraacadémicos y artísticos y de ella depende el buen funcionamiento de la academia.
- Manu Guix, director musical. Se hace cargo de los arreglos musicales y de la adaptación de los temas.
- Miguel Manzo, profesor de técnica vocal.
- Miryam Benedited, coreógrafa.
- Joan Carles Capdevila, entrenador vocal. Se encarga de preparar con los alumnos los temas de las galas.
- Amelia Bernet, entrenador vocal.
- Joan Ortínez, profesor de cultura musical.
- Morgan Malvoso, profesora de inglés.
- Leslie Feliciano, profesor de presencia escénica.
- Jessica Expósito, profesora de batuka.
- Nuria Legarda, profesora de técnicas de conocimiento corporal.
- Néstor Serra, profesor de fitness.
- María Palacín, psicóloga.

## Concursantes
| N.º | Concursante      | Edad | Residente               | Información   |
| 01  | Mario Álvarez    | 23   | Oviedo                  | Ganador       |
| 02  | Brenda Mau       | 20   | Barcelona               | Segunda       |
| 03  | Jon Allende      | 23   | Baracaldo               | Tercero       |
| 04  | Ángel Capel      | 22   | Albox                   | Cuarto        |
| 05  | Patricia Navarro | 21   | Leganés                 | Quinta        |
| 06  | Sylvia Parejo    | 16   | Barcelona               | Sexta         |
| 07  | Cristina Rueda   | 16   | Marbella                | Séptima       |
| 08  | Samuel Cuenda    | 19   | La Cañada de San Urbano | Octavo        |
| 09  | Rafa Bueso       | 21   | Vall de Uxó             | 10° expulsado |
| 10  | Alba Lucía López | 18   | Murcia                  | 9.ª expulsada |
| 11  | Elías Vargas     | 22   | Almendralejo            | 8° expulsado  |
| 12  | Diana Tobar      | 20   | Burgos                  | 7.ª expulsada |
| 13  | Víctor Giménez   | 25   | Reus                    | 6° expulsado  |
| 14  | Nazaret Tebar    | 19   | Camarma de Esteruelas   | 5.ª expulsada |
| 15  | Pedro Moreno     | 20   | Jerez de la Frontera    | 4° expulsado  |
| 16  | Guadiana Almena  | 22   | Badajoz                 | 3.ª expulsada |
| 17  | Víctor Púa       | 18   | San Vicente dels Horts  | 2° expulsado  |
| 18  | Patty del Olmo   | 26   | Madrid                  | 1.ª expulsada |

## Estadísticas semanales
|          | Gala 0 | Gala 0   | Gala 1    | Gala 2    | Gala 3    | Gala 4    | Gala 5    | Gala 6    | Gala 7    | Gala 8     | Gala 9    | Gala 9      | Gala 10      | Gala 11      | Gala 12      | Gala 12     | Gala Final    |
| -------- | ------ | -------- | --------- | --------- | --------- | --------- | --------- | --------- | --------- | ---------- | --------- | ----------- | ------------ | ------------ | ------------ | ----------- | ------------- |
| Mario    | Entra  | Salvado  | Salvado   | Salvado   | Salvado   | Salvado   | Salvado   | Nominado  | Salvado   | Nota: 7    | Finalista | Salvado     | Salvado      | Salvado      | Salvado      | Salvado     | Ganador       |
| Brenda   | Entra  | Salvada  | Salvada   | Salvada   | Salvada   | Salvada   | Salvada   | Nominada  | Salvada   | Nota: 8.9  | Finalista | Salvada     | Salvada      | Salvada      | Duelo        | Salvada     | 2.ªFinalista  |
| Jon      | Entra  | Nominado | Nominado  | Nominado  | Nominado  | Salvado   | Salvado   | Nominadoº | Salvado   | Nota: 5º   | Finalista | Salvado     | Salvado      | Salvado      | Salvado      | Duelo       | 3.erFinalista |
| Ángel    | Entra  | Salvado  | Favorito  | Salvado   | Salvado   | Salvado   | Salvado   | Salvado   | Nominadoº | Nota: 5.4º | Finalista | Salvado     | Salvado      | Salvado      | Salvado      | 4°Finalista |               |
| Patricia | Entra  | Salvada  | Salvada   | Salvada   | Nominada  | Salvada   | Salvada   | Salvada   | Salvada   | Nota: 6.3  | Finalista | Duelo       | Salvada      | Duelo        | 5.ªFinalista |             |               |
| Sylvia   | Entra  | Salvada  | Salvada   | Salvada   | Salvada   | Salvada   | Salvada   | Salvada   | Salvada   | Nota: 7.4  | Finalista | Salvada     | Duelo        | 6.ªFinalista |              |             |               |
| Cristina | Entra  | Salvada  | Salvada   | Salvada   | Salvada   | Salvada   | Salvada   | Salvada   | Nominada  | Nota: 6.5  | Finalista | Salvada     | 7.ªFinalista |              |              |             |               |
| Samuel   | Entra  | Salvado  | Salvado   | Nominado  | Salvado   | Favorito  | Favorito  | Favorito  | Favorito  | Nota: 6.4  | Finalista | 8°Finalista |              |              |              |             |               |
| Rafa     | Entra  | Salvado  | Salvado   | Favorito  | Favorito  | Nominado  | Nominado  | Salvado   | Nominadoº | Nota: 5.4  | Expulsado |             |              |              |              |             |               |
| Alba     | Entra  | Salvada  | Salvada   | Salvada   | Salvada   | Nominada  | Nominada  | Salvada   | Nominada  | Expulsada  |           |             |              |              |              |             |               |
| Elías    | Entra  | Nominado | Nominado  | Nominadoº | Nominado  | Salvado   | Nominadoº | Nominado  | Expulsado |            |           |             |              |              |              |             |               |
| Diana    | Entra  | Salvada  | Nominada  | Salvada   | Salvada   | Nominada  | Nominada  | Expulsada |           |            |           |             |              |              |              |             |               |
| Víctor   | Entra  | Nominado | Salvado   | Salvado   | Salvado   | Nominado  | Expulsado |           |           |            |           |             |              |              |              |             |               |
| Nazaret  | Entra  | Salvada  | Salvada   | Salvada   | Nominada  | Expulsada |           |           |           |            |           |             |              |              |              |             |               |
| Pedro    | Entra  | Salvado  | Salvado   | Nominado  | Expulsado |           |           |           |           |            |           |             |              |              |              |             |               |
| Guadiana | Entra  | Salvada  | Nominada  | Expulsada |           |           |           |           |           |            |           |             |              |              |              |             |               |
| Púa      | Entra  | Nominado | Expulsado |           |           |           |           |           |           |            |           |             |              |              |              |             |               |
| Patty    | Entra  | Nominada | Expulsada |           |           |           |           |           |           |            |           |             |              |              |              |             |               |

     El concursante no estaba en la Academia
     Eliminado de la semana vía televoto
     Nominado de la semana
     Propuesto por el jurado para abandonar la academia pero salvado por los profesores
     Propuesto por el jurado para abandonar la academia pero salvado por los compañeros
     Favorito de la semana vía televoto
     Candidato a favorito de semana vía televoto
     Ganador el duelo
     Perdedor del duelo y eliminado
     3.ºFinalista
     2.ºFinalista
     Ganador
º El concursante fue candidato a favorito y nominado.
| A la eliminación                          | Gala 0                   | Gala 1                   | Gala 2                 | Gala 3                     | Gala 4               | Gala 5                | Gala 6                 | Gala 7                   | Gala 8                  | Gala 9    | Gala 9          | Gala 10         | Gala 11         | Gala 12         | Gala 12   |              |              |
| A la eliminación                          | Elías Jon Maxi Patty Púa | Diana Guadiana Elías Jon | Elías Jon Pedro Samuel | Elías Jon Nazaret Patricia | Alba Diana Maxi Rafa | Alba Diana Elías Rafa | Brenda Elías Jon Mario | Alba Ángel Cristina Rafa | Ángel Jon Patricia Rafa | Ninguno   | Patricia Samuel | Cristina Sylvia | Patricia Sylvia | Brenda Patricia | Ángel Jon | Ganador      | Mario 50,5%  |
| Salvado por los profesores de la Academia | Jon                      | Diana                    | Samuel                 | Patricia                   | Alba                 | Rafa                  | Brenda                 | Cristina                 | Patricia                | Ninguno   | Ninguno         | Ninguno         | Ninguno         | Ninguno         | Ninguno   | Ganador      | Mario 50,5%  |
| Salvado por los participantes             | Maxi 6 de 14 votos       | Elías 5* de 13 votos     | Jon 6 de 12 votos      | Elías 4* de 11 votos       | Rafa 5 de 10 votos   | Alba 5 de 9 votos     | Mario 7 de 8 votos     | Ángel 5 de 7 votos       | Jon 6 de 6 votos        | Ninguno   | Ninguno         | Ninguno         | Ninguno         | Ninguno         | Ninguno   | Ganador      | Mario 50,5%  |
| Salvado/s por el voto del público         | Ninguno                  | Elías 68%                | Jon 52%                | Elías 62%                  | Jon 79%              | Diana 64%             | Elías 56%              | Jon 60%                  | Rafa 57%                | Ángel 56% | Patricia 58%    | Sylvia 53%      | Patricia 56%    | Brenda 69%      | Jon 56%   | 2ª Finalista | Brenda 49,5% |
| Eliminado                                 | Ninguno                  | Púa 32%                  | Guadiana 48%           | Pedro 38%                  | Nazaret 21%          | Maxi 36%              | Diana 44%              | Elías 40%                | Alba 43%                | Rafa 44%  | Samuel 42%      | Cristina 47%    | Sylvia 44%      | Patricia 31%    | Ángel 44% | 2ª Finalista | Brenda 49,5% |
| Eliminado                                 | Ninguno                  | Patty 7%                 | Guadiana 48%           | Pedro 38%                  | Nazaret 21%          | Maxi 36%              | Diana 44%              | Elías 40%                | Alba 43%                | Rafa 44%  | Samuel 42%      | Cristina 47%    | Sylvia 44%      | Patricia 31%    | Ángel 44% | 3º Finalista | Jon 31%      |

#### Votaciones de los compañeros
|          | Gala 0   | Gala 1    | Gala 2    | Gala 3    | Gala 4    | Gala 5    | Gala 6    | Gala 7    | Gala 8    | Votos totales |
| -------- | -------- | --------- | --------- | --------- | --------- | --------- | --------- | --------- | --------- | ------------- |
| Mario    | Maxi     | Jon       | Jon       | Jon       | Rafa      | Diana     | Nominado  | Ángel     | Jon       | 7             |
| Brenda   | Maxi     | Guadiana  | Elías     | Elías     | Maxi      | Diana     | Jon       | Ángel     | Jon       | 0*            |
| Jon      | Púa      | Nominado  | Nominado  | Nominado  | Diana     | Diana     | Nominado  | Ángel     | Nominado  | 20            |
| Ángel    | Púa      | Elías     | Jon       | Jon       | Maxi      | Alba      | Mario     | Nominado  | Nominado  | 5             |
| Patricia | Patty    | Jon       | Jon       | Nazaret   | Diana     | Alba      | Mario     | Alba      | Jon       | 0*            |
| Sylvia   | Maxi     | Guadiana  | Jon       | Nazaret   | Maxi      | Alba      | Mario     | Ángel     | Jon       | 0*            |
| Cristina | Maxi     | Elías     | Elías     | Elías     | Rafa      | Elías     | Mario     | Alba      | Jon       | 0*            |
| Samuel   | Maxi     | Elías     | Pedro     | Jon       | Rafa      | Alba      | Mario     | Ángel     | Jon       | 0*            |
| Rafa     | Púa      | Elías     | Elías     | Elías     | Nominado  | Alba      | Mario     | Nominado  | Nominado  | 5             |
| Alba     | Elías    | Elías     | Elías     | Elías     | Rafa      | Nominada  | Mario     | Nominada  | Expulsada | 7             |
| Elías    | Nominado | Nominado  | Nominado  | Nominado  | Rafa      | Nominado  | Nominado  | Expulsado |           | 17            |
| Diana    | Elías    | Guadiana  | Jon       | Nazaret   | Nominada  | Nominada  | Expulsada |           |           | 5             |
| Maxi     | Nominado | Guadiana  | Pedro     | Jon       | Nominado  | Expulsado |           |           |           | 9             |
| Nazaret  | Patty    | Guadiana  | Jon       | Nominada  | Expulsada |           |           |           |           | 3             |
| Pedro    | Maxi     | Jon       | Nominado  | Expulsado |           |           |           |           |           | 2             |
| Guadiana | Elías    | Nominado  | Expulsado |           |           |           |           |           |           | 5             |
| Púa      | Nominado | Expulsada |           |           |           |           |           |           |           | 3             |
| Patty    | Nominada | Expulsada |           |           |           |           |           |           |           | 2             |

* El concursante tiene 0 votos porque nunca estuvo expuesto a la votación de los compañeros.
     Concursante favorito y que, en caso de empate, su voto desempata.
     Concursante nominado y salvado por el jurado
     Concursante nominado y salvado por los profesores.
     Concursante nominado y salvado por los votos de los compañeros.
     Concursante nominado
     Concursante expulsado.
     Abandono

#### Puntuaciones del jurado (Gala 8)
| Concursantes (por orden alfabético) | Jurado   | Jurado       | Jurado     | Jurado       | Jurado     |
| Concursantes (por orden alfabético) | Ramoncín | Noemí Galera | Coco Comín | Risto Mejide | Media      |
| ----------------------------------- | -------- | ------------ | ---------- | ------------ | ---------- |
| Ángel                               | 5,0      | 7,0          | 7,5        | 2,0          | 5,4 (21,5) |
| Brenda                              | 9,0      | 9,5          | 8,5        | 8,5          | 8,9 (35,5) |
| Cristina                            | 8,0      | 7,0          | 8,0        | 3,0          | 6,5 (26)   |
| Jon                                 | 6,0      | 6,0          | 7,0        | 1,0          | 5 (20)     |
| Mario                               | 7,0      | 8,0          | 9,0        | 4,0          | 7 (28)     |
| Patricia                            | 8,0      | 7,0          | 7,0        | 3,0          | 6,3 (25)   |
| Rafa                                | 6,5      | 5,0          | 7,0        | 3,0          | 5,4 (21,5) |
| Samuel                              | 6,5      | 8,0          | 7,0        | 4,0          | 6,4 (25,5) |
| Silvia                              | 8,5      | 7,0          | 8,0        | 6,0          | 7,4 (29,5) |

## Galas

### Canciones cantadas
Las canciones cantadas en el concurso son versiones de los participantes de canciones originales de otros artistas.
| Español  | 62 |
| Inglés   | 59 |
| Italiano | 1  |

(*) No se toman en cuenta canciones cantadas dos veces. Si la canción original es en inglés, pero se cantó una versión en español, se toma como canción en español. En el caso de ser una canción en dos o más idiomas, se cuentan los dos o más idiomas.
| Artista/película/musical original | N.º de canciones cantadas* |
| --------------------------------- | -------------------------- |
| Juanes                            | 1                          |
| Jennifer Rush                     | 1                          |
| Santiago Auserón                  | 1                          |
| Leona Lewis                       | 1                          |
| Mariah Carey                      | 2                          |
| Fairground Attraction             | 1                          |
| David DeMaría                     | 1                          |
| Guns N'Roses                      | 1                          |
| Haddaway                          | 1                          |
| Christina Aguilera                | 2                          |
| Marc Anthony                      | 4                          |
| Beatriz Luengo                    | 1                          |
| Pereza                            | 1                          |
| La India                          | 1                          |
| Zucchero                          | 1                          |
| Laura Pausini                     | 3                          |
| Jon Secada                        | 2                          |
| Crowded House                     | 1                          |
| Bryan Adams                       | 2                          |
| Luis Fonsi                        | 2                          |
| Green Day                         | 2                          |
| The Mamas & The Papas             | 1                          |
| Andy & Lucas                      | 1                          |
| Kylie Minogue                     | 1                          |
| Robbie Williams                   | 3                          |
| Ariel Rot                         | 1                          |
| Alejandro Fernández               | 1                          |
| Rihanna                           | 1                          |
| Carlos Baute                      | 1                          |
| Marta Sánchez                     | 1                          |
| M-Clan                            | 1                          |
| Lucio Dalla                       | 1                          |
| Camila                            | 2                          |
| Miley Cyrus                       | 1                          |
| La Oreja de Van Gogh              | 2                          |
| U2                                | 1                          |
| Taxi                              | 1                          |
| La Quinta Estación                | 2                          |
| Chuck Berry                       | 1                          |
| Francisco Céspedes                | 1                          |
| Antonio Vega                      | 1                          |
| Coldplay                          | 1                          |
| Gordon Lightfoot                  | 1                          |
| Katy Perry                        | 2                          |
| Queen                             | 2                          |
| Bonnie Tyler                      | 1                          |
| High School Musical               | 1                          |
| Amy Winehouse                     | 1                          |
| Malú                              | 1                          |
| Luis Miguel                       | 3                          |
| The Police                        | 1                          |
| Patty Smith                       | 1                          |
| Shakira                           | 1                          |
| Seal                              | 1                          |
| The Rolling Stones                | 1                          |
| Sergio Dalma                      | 1                          |
| Pitingo                           | 1                          |
| Moulin Rouge!                     | 1                          |
| Los Rodríguez                     | 1                          |
| Coti                              | 1                          |
| Niña Pastori                      | 1                          |
| Duffy                             | 1                          |
| The Killers                       | 1                          |
| Luz Casal                         | 1                          |
| Starship                          | 1                          |
| Alejandro Sanz                    | 1                          |
| Toto                              | 1                          |
| Bruce Springsteen                 | 1                          |
| Mecano                            | 1                          |
| Maná                              | 1                          |
| Lipps Inc                         | 1                          |
| Patsy Cline                       | 1                          |
| Ragdog                            | 1                          |
| Los Fabulosos Cadillac            | 1                          |
| Carlos Santana                    | 1                          |
| Beyoncé                           | 1                          |
| Kalimba                           | 1                          |
| Bon Jovi                          | 2                          |
| Dover                             | 1                          |
| Pablo Abraira                     | 1                          |
| Céline Dion                       | 1                          |
| El sueño de Morfeo                | 1                          |
| Creedence Clearwater Revival      | 1                          |
| Michael Bublé                     | 1                          |
| Take That                         | 1                          |
| Angy Fernández                    | 1                          |
| Joan Manuel Serrat                | 1                          |
| Diego Torres                      | 1                          |
| Módulos                           | 1                          |
| Chayanne                          | 1                          |
| The Bangles                       | 1                          |
| Alan Parsons Project              | 1                          |
| Alannah Myles                     | 1                          |
| Peggy Lee                         | 1                          |
| Meat Loaf                         | 1                          |
| Cher                              | 1                          |
| David Bustamante                  | 1                          |
| Álex Casademunt                   | 1                          |
| Frank Sinatra                     | 1                          |
| Whitney Houston                   | 1                          |
| Bruno Lomas                       | 1                          |
| ABBA                              | 1                          |
| Mina                              | 1                          |
| Roy Orbison                       | 1                          |
| Ricky Martin                      | 1                          |
| Dinah Washington                  | 1                          |

(*) No se toman en cuenta canciones cantadas dos veces. Si la canción original es en inglés, pero se cantó una versión en español u otra versión, se toma como propia del cantante original. En caso de ser colaboraciones entre dos o más artistas, se le cuenta a cada artista una canción.

## Alumnos de la semana
- Semana 1:  Rafa
- Semana 2:  Brenda
- Semana 3:  Ángel
- Semana 4:  Samuel
- Semana 5:  Mario
- Semana 6:  Silvia
- Semana 7:  Cristina
- Semana 8:  Jon
- Semana 9:  Patricia
- Semana 10: Brenda
- Semana 11: No hubo alumno de la semana
- Semana 12: No hubo alumno de la semana

## Audiencias
| Fecha               | Día       | Gala    | Hechos relevantes                                         | Espectadores | Share |
| ------------------- | --------- | ------- | --------------------------------------------------------- | ------------ | ----- |
| 29 de abril de 2009 | Miércoles | Gala 0  | Presentación, Entrada y triple nominación                 | 3.197.000    | 22,0% |
| 6 de mayo de 2009   | Miércoles | Gala 1  | Expulsiones de Patty y Púa                                | 2.792.000    | 20,1% |
| 13 de mayo de 2009  | Miércoles | Gala 2  | Expulsión de Guadiana                                     | 2.265.000    | 15,7% |
| 20 de mayo de 2009  | Miércoles | Gala 3  | Expulsión de Pedro                                        | 2.900.000    | 20,1% |
| 27 de mayo de 2009  | Miércoles | Gala 4  | Expulsión de Nazaret                                      | 2.500.000    | 19,4% |
| 3 de junio de 2009  | Miércoles | Gala 5  | Expulsión de Maxi                                         | 2.923.000    | 21,3% |
| 9 de junio de 2009  | Martes    | Gala 6  | Expulsión de Diana                                        | 2.917.000    | 19,3% |
| 16 de junio de 2009 | Martes    | Gala 7  | Expulsión de Elías                                        | 2.526.000    | 17,2% |
| 23 de junio de 2009 | Martes    | Gala 8  | Expulsión de Alba                                         | 2.057.000    | 17,8% |
| 30 de junio de 2009 | Martes    | Gala 9  | Expulsión de Rafa; Expulsión de Samuel                    | 2.317.000    | 16,9% |
| 7 de julio de 2009  | Martes    | Gala 10 | Expulsión de Cristina                                     | 2.206.000    | 17,1% |
| 14 de julio de 2009 | Martes    | Gala 11 | Expulsión de Silvia                                       | 2.360.000    | 19,5% |
| 19 de julio de 2009 | Domingo   | Gala 12 | Expulsión de Patricia; Expulsión de Ángel                 | 1.894.000    | 15,6% |
| 21 de julio de 2009 | Martes    | Gala 13 | Ganador: Mario. 2.ª Finalista: Brenda. 3.º Finalista: Jon | 2.268.000    | 19,0% |

     Máximo de temporada en número de espectadores
     Mínimo de temporada en número de espectadores
Para ver todas las galas de OT2009 meterse en: https://web.archive.org/web/20100923063648/http://www.telecinco.es/operaciontriunfo/indiceSite/indiceSite1007.shtml
Para ver todos los resúmenes de OT2009 meterse en: https://web.archive.org/web/20100928154603/http://www.telecinco.es/operaciontriunfo/indiceSite/indiceSite1033.shtml

## Artistas invitados
- Gala 0:

- David Bisbal, segundo finalista de Operación Triunfo 2001.
- Pedro Fernández, cantante mexicano.
- Sergio Rivero, ganador de Operación Triunfo 2005.
- Lorena, ganadora de Operación Triunfo 2006.
- Virginia Maestro, ganadora de Operación Triunfo 2008 y líder del proyecto Labuat.
- Chipper, tercer finalista de Operación Triunfo 2008.
- Manu Castellano, cuarto finalista de Operación Triunfo 2008.
- Sandra Criado, quinta finalista de Operación Triunfo 2008.
- Colaboradores del programa de TVE "Los mejores años", que anteriormente fueron concursantes de Operación Triunfo (Mimi Segura, Fran Dieli, Sandra Polop, Lorena Gómez, Daniel Zueras, Pablo López, Iván Santos, Nika, Anabel Dueñas y Víctor Estévez).

- Gala 1:

- Soraya Arnelas, segunda finalista de Operación Triunfo 2005 y representante española en el Festival de la Canción de Eurovisión 2009.
- Alesha Dixon, cantante británica.

- Gala 2:

- David Bustamante, tercer finalista de Operación Triunfo 1.
- Axel, cantante y compositor argentino.
- Nek, cantautor italiano.

- Gala 3:

- James Morrison, cantante inglés.
- Kelly Clarkson, cantante estadounidense.
- Soraya Arnelas, segunda finalista de Operación Triunfo 2005.

- Gala 4:

- Eros Ramazzotti, cantante italiano.
- Diana Krall, pianista y cantante de jazz canadiense.

- Gala 5:

- Púa, exconcursante de esta edición que presenta sencillo, Tú eres mi chica.
- La Quinta Estación, grupo español.
- Luis Fonsi, cantante puertorriqueño.

- Gala 6:

- Labuat, proyecto musical de Virginia Maestro, Risto Mejide y The Pinker Tones.
- Sole Giménez, cantante española.

- Gala 7:

- Vega, novena expulsada de Operación Triunfo 2002.
- La Oreja de Van Gogh, grupo español.
- José el Francés, cantautor hispano-francés.

- Gala 8:

- Paulina Rubio, cantante mexicana.
- Efecto Mariposa, grupo español.

- Gala 9:

- José el Francés, cantautor hispano-francés.
- Rosana, cantautora española.

- Gala 10:

- Amaia Montero, cantante española.
- Tiziano Ferro, cantante italiano.

- Gala 11:

- Jason Mraz, cantautor estadounidense.
- Ximena Sariñana, cantante mexicana.
- Axel, cantante y compositor argentino.
- David Bustamante, tercer finalista de Operación Triunfo 2001.
- Soraya Arnelas, segunda finalista de Operación Triunfo 2005.
- Víctor Estévez, tercer finalista de Operación Triunfo 2005.
- Lorena Gómez, ganadora de Operación Triunfo 2006.
- Chipper Cooke, tercer finalista de Operación Triunfo 2008.
- Sandra Criado, quinta finalista de Operación Triunfo 2008.

- Gala 12 (Semifinal):

- Manuel Carrasco, segundo finalista de Operación Triunfo 2002.
- Samuel, exconcursante de esta edición (que presenta sencillo, Solo para ti).
- Elías, exconcursante de esta edición (que presenta sencillo, Como me duele).
- Púa, exconcursante de esta edición (que presenta el sencillo, tu eres mi chica).

- Gala 13 (final):

- Alesha Dixon, cantante inglesa.
- Exconcursantes de esta edición.
- Patricia, Ángel y Cristina cantan con los finalistas.
- Samuel, Cristina, Sílvia y Rafa presentan un Medley del musical en el que van a participar "Hoy no me puedo levantar".

## Gira de conciertos
En la gira OT 2009 participarán los 8 primeros clasificados, que son:
Mario, Brenda, Jon, Ángel, Patricia, Silvia, Cristina y Samuel. Algunos exconcursantes acudirán a algunos conciertos en calidad de invitados. Los conciertos de San Juan de Alicante y Leganés fueron cancelados por un incumplimiento de contrato por parte del promotor de Tribal Music.
| Fecha      | Ciudad                          | Lugar y Hora                           | Invitados   | Asistencia      |
| ---------- | ------------------------------- | -------------------------------------- | ----------- | --------------- |
| 07/08/2009 | Cádiz                           | Playa de la Victoria (22:00 h)         | Púa         | 80.000 personas |
| 21/08/2009 | Albox (Almería)                 | Campo de fútbol (23:00 h)              |             | 5.000 personas  |
| 27/08/2009 | San Juan de Alicante (Alicante) | Campo de fútbol (21:00 h)              | Rafa y Púa  | CANCELADO       |
| 05/09/2009 | Leganés                         | Cubierta de Leganés (Madrid) (20:00 h) |             | CANCELADO       |
| 16/09/2009 | Oviedo                          | Plaza de la Catedral (23:00 h)         | Púa         | 12.000 personas |
| 19/09/2009 | Zaragoza                        | Sala multiusos (20:30 h)               |             | +5.000 personas |
| 16/10/2009 | Burgos                          | Espacio Caja Círculo (22:00 h)         | Diana y Púa | 2.500 personas  |